# 滨湖博蒙
滨湖博蒙（法語：Beaumont-du-Lac，法語發音：[bomɔ̃ dy lak]）是法国新阿基坦大区上维埃纳省的一个市镇，属于利摩日区。

## 地理
滨湖博蒙（45°46'16"N, 1°50'5"E）面积23.91 平方千米，位于法国新阿基坦大区上维埃纳省，该省份为法国中西部省份，北起顺时针与安德尔省、克勒兹省、科雷兹省、多爾多涅省、夏朗德省和维埃纳省接壤。
与滨湖博蒙接壤的市镇（或旧市镇、城区）包括：瓦西维耶尔湖畔鲁瓦耶尔、福拉蒙塔涅、内德、佩拉堡、小圣阿芒。

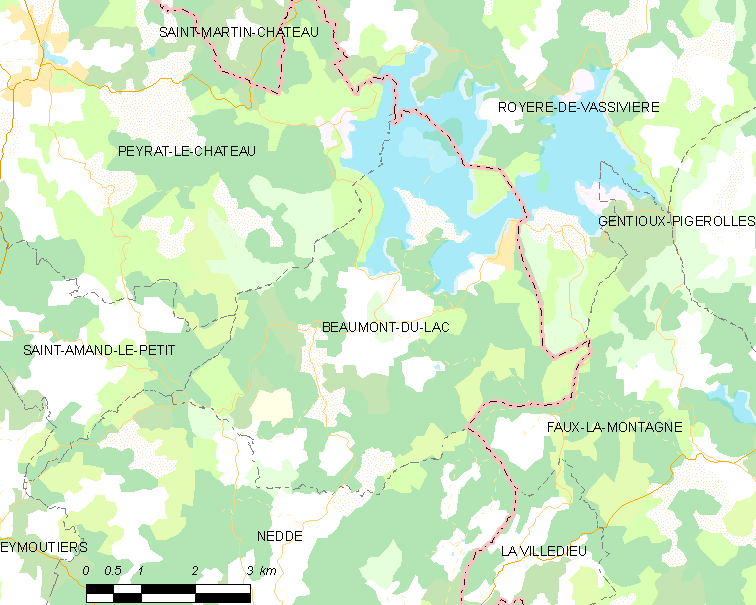
滨湖博蒙的OSM定位图

滨湖博蒙的时区为UTC+01:00、UTC+02:00（夏令时）。

## 行政
滨湖博蒙的邮政编码为87120，INSEE市镇编码为87009。

## 政治
滨湖博蒙所属的省级选区为埃穆捷县。

## 人口

1962-2008年间滨湖博蒙人口变化图示

滨湖博蒙于2022年1月1日时的人口数量为136人。